# 필라델피아 유니언 II
필라델피아 유니언 II(Philadelphia Union II)는 MLS 넥스트 프로에 소속된 미국의 프로축구단이자 필라델피아 유니언의 리저브팀으로 펜실베이니아주 체스터를 연고지로 하고 있으며 현재 스바루 파크를 홈 경기장으로 사용하고 있다.

## 역대 홈경기장
| 경기장        | 사용기간      | 장소                    | 팀명                 | 비고 |
| ------------- | ------------- | ----------------------- | -------------------- | ---- |
| 굿맨 스타디움 | 2016년~2018년 | 펜실베이니아주 베슬리헴 | 베슬리헴 스틸 FC     | 빈칸 |
| 스바루 파크   | 2019년~현재   | 펜실베이니아주 체스터   | 필라델피아 유니언 II | 빈칸 |

## 선수 명단

### 현역
참고: FIFA 자격 규정에 따라 소속된 국가대표팀 국기를 표시합니다. 선수는 복수의 FIFA 비회원국 국적을 가지고 있을 수 있습니다.
| 번호 | 포지션 | 국적       | 이름            |
| ---- | ------ | ---------- | --------------- |
| 36   | MF     | 콜롬비아   | 오스카 베니테즈 |
| 38   | MF     | 베네수엘라 | 히오바니 세케라 |

| 번호 | 포지션 | 국적 | 이름        |
| ---- | ------ | ---- | ----------- |
| 55   | FW     |      | 살 올리바스 |

## 메이저 리그 사커제휴팀
- 필라델피아 유니언 (체스터, 펜실베이니아)